# Nils Persson
Nils August Persson (Estocolm, 11 de febrer de 1879 - Estocolm, 4 de febrer de 1941) va ser un regatista suec que va competir a començaments del segle xx.
El 1912 va prendre part en els Jocs Olímpics d'Estocolm, on va guanyar la medalla de plata en la categoria de 12 metres del programa de vela, a bord de l'Erna Signe.